# Miłków (voivodato de Baja Silesia)
Miłków es un pueblo en el distrito administrativo de Gmina Podgórzyn, dentro del distrito de Karkonoski, voivodato de Baja Silesia, en el suroeste de Polonia.
Se encuentra aproximadamente 11 km (7 mi) al sur de Jelenia Góra, y 97 km (60 mi) al oeste de la capital regional Breslavia.

## Historia
La zona pasó a formar parte del naciente estado polaco en el siglo X. Inicialmente formaba parte administrativamente de la castellanía de Wleń. El pueblo fue mencionado por primera vez en un documento del capítulo de la catedral de Breslava de 1305, cuando era parte de la fragmentada Polonia gobernada por los Piastas.
Con la llegada del turismo, el guía de montaña polaco Jan Gruszczewski ya estaba activo a principios del siglo XIX.

## Monumentos
En Miłków se encuentra la estructura de hormigón de diez lados conocida como Muchołapka («Atrapamoscas») construida en la planta Dynamit Nobel durante la Segunda Guerra Mundial. La estructura, también conocida como The Henge, está asociada con el mito urbano Die Glocke.
Los lugares de interés cultural de Miłków son el complejo del Palacio y Parque de Miłków y la iglesia de Santa Jadwiga.